# Eviternità

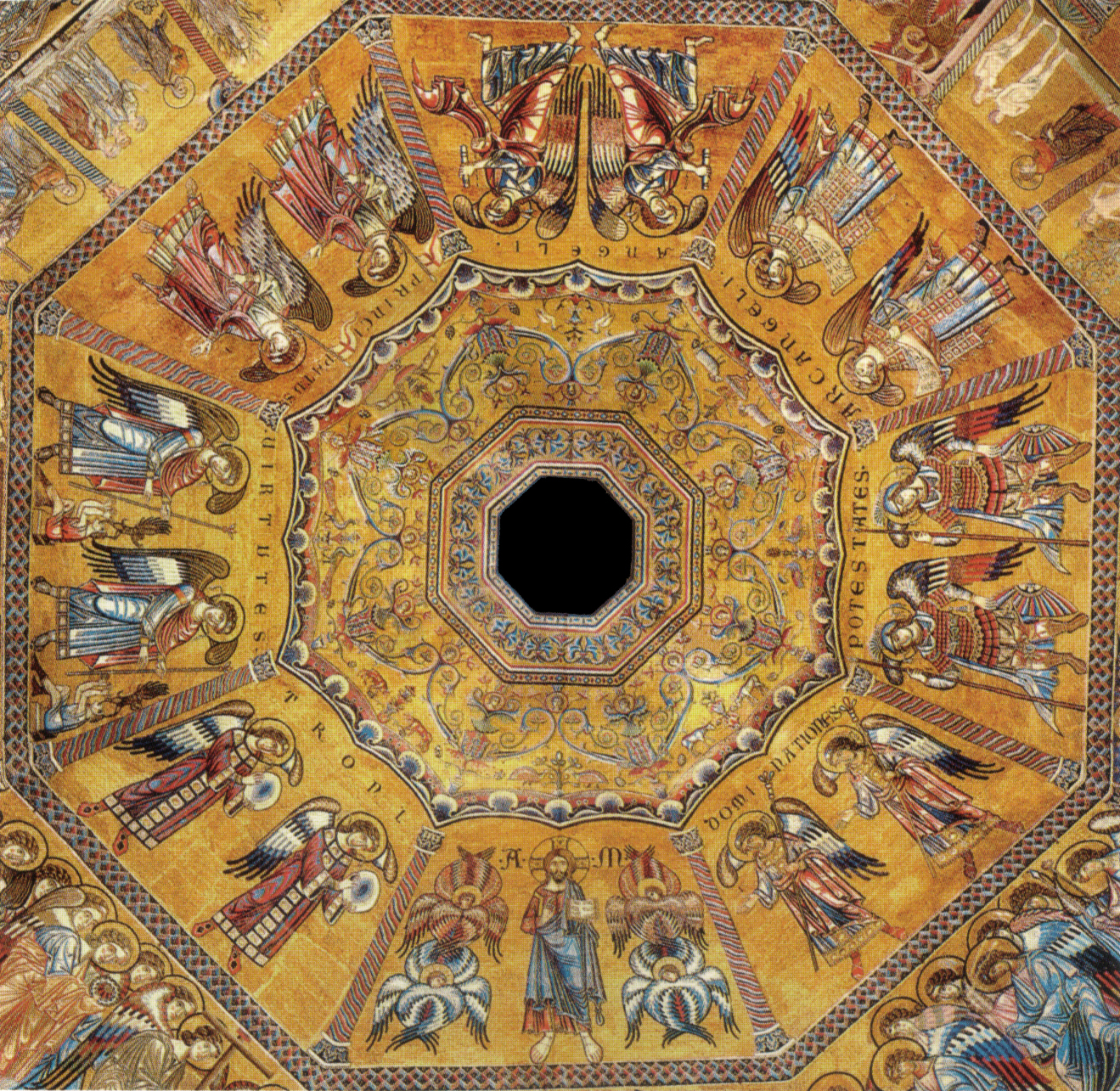
Gerarchie angeliche nei mosaici del battistero di Firenze (XIII secolo)

Eviternità (o aevum) è la realtà intermedia, o stato intermedio, tra il tempo e l'eternità. L'eviternità è un ossimoro teologico che coniuga due termini tra loro contraddittori: "evi" da evo o lungo tempo o temporalità "aetas"; "ternità" da eternità o tempo infinito "perpetuo".
Nell'escatologia cristiana è il tempo di attesa degli spiriti, veloce e leggero, per l'ultima risurrezione. L'eviternità è anche riferita alla vita degli angeli, che se pur perpetui non si avvicinano all'eternità divina.
Il termine in quanto tale appartiene all'escatologia cristiana, ma lo stato intermedio è contemplato in molte religioni.

## Escatologia eviterna

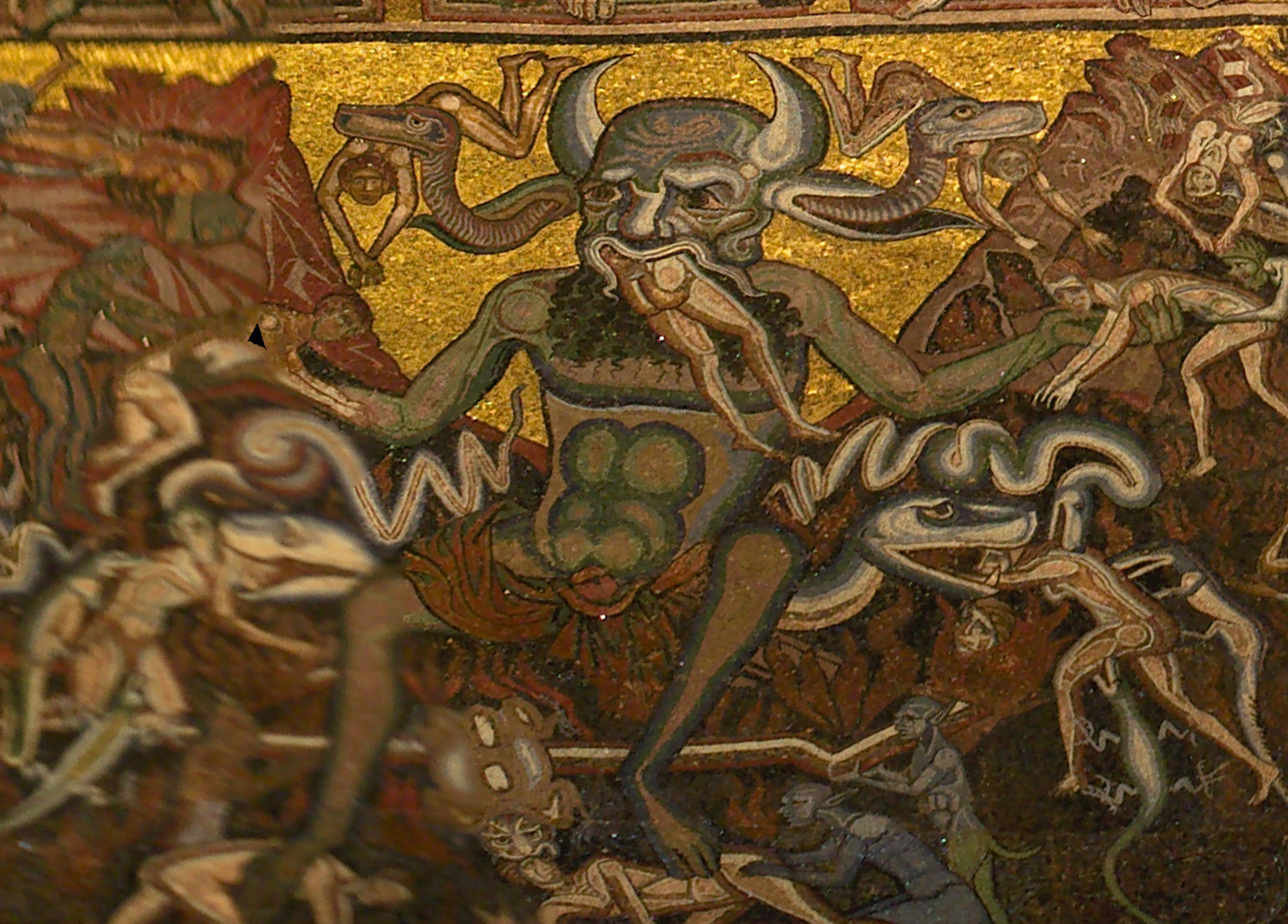
Il soffitto a mosaico del Battistero di San Giovanni in Firenze, rappresentazione con il diavolo.

Secondo l'escatologia cristiana ed islamica al momento della morte l'anima può scegliere tra due esistenze non terrene: 
- comunione con Dio, nella contemplazione dell'essenza divina, situazione in cui l'anima è completamente purificata, tradizionalmente definita come paradiso;
- attaccamento all'orgoglio e atto di superbia[6] con il conseguente rifiuto della comunione con il divino, situazione in cui l'anima attua un rifiuto cosciente fissandosi sulla volontà di persistere in un'esistenza definita come inferno.

## Implicazioni teologiche
L'eviternità sottolinea la possibilità dell'esistenza in una situazione intermedia che non è né tempo né eternità. L'anima, abbandonato il tempo relativo, sceglie tra la liberazione verso il divino in un atto di amore incondizionato o la ferma decisione di vivere un'esistenza fatta di sofferenza. In questo caso la sofferenza è vista, in ambito cristiano, coma dannazione o pena eterna. La scelta di restare attaccata a qualsiasi forma di esistenza è dovuta alla presenza nella coscienza del peccato capitale della superbia, che agisce e spinge alla falsa illusione di libertà.

## Buddismo

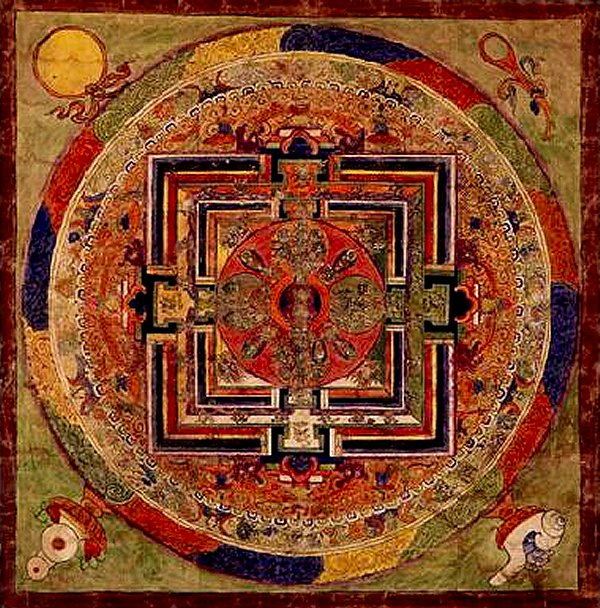
Rappresentazione del Bardo Thodol in una thankga tibetana.

Nel Buddismo il concetto di eviternità è definito come lo stato intermedio, stato dopo la morte ma prima della prossima reincarnazione. La coscienza in questo stato entra in contatto con le visioni generate dalle azioni compiute e che rientrano nella Legge del Karma. Lo stadio intermedio nel Buddismo tibetano o Bardo Thodol dura quarantanove giorni terrestri e si divide in sette settimane, ogni settimana corrisponde ad un preciso stato di coscienza che potrebbe influire sulla futura reincarnazione.

## Induismo
Come nel Buddismo il concetto centrale dello stato intermedio è la possibilità di una nuova reincarnazione per effetto del Karma. Nell'Induismo l'accento è posto sulla similitudine con lo stato di veglia e quello di sonno profondo. In questo stato il filo che lega la coscienza al corpo si spezza generando l'attrazione verso un nuovo corpo. Lo stato intermedio o eviternità è lo stato in cui lo yogi realizzato padroneggia le cause dell'ignoranza o avidyā e genera il progetto come impressione o samskara, per la nuova reincarnazione.